# جون كامينز إدواردز
جون كامينز إدواردز هو محامي وقاضي وسياسي أمريكي، ولد في 24 يونيو 1804 في فرانكفورت في الولايات المتحدة، وتوفي في 14 أكتوبر 1888 في ستوكتون في الولايات المتحدة. نشط حزبياً في الحزب الديمقراطي.

## مناصب
- انتخب Secretary of State of Missouri ‏.
- انتخب حاكم ميسوري [الإنجليزية]‏ (20 نوفمبر 1844 – 20 نوفمبر 1848).
- انتخب عضو مجلس نواب ولاية ميزوري ‏.
- انتخب عضو مجلس النواب الأمريكي.